# Wasserschloss Hülsede
Koordinaten: 52° 14′ 59″ N, 9° 21′ 47″ O

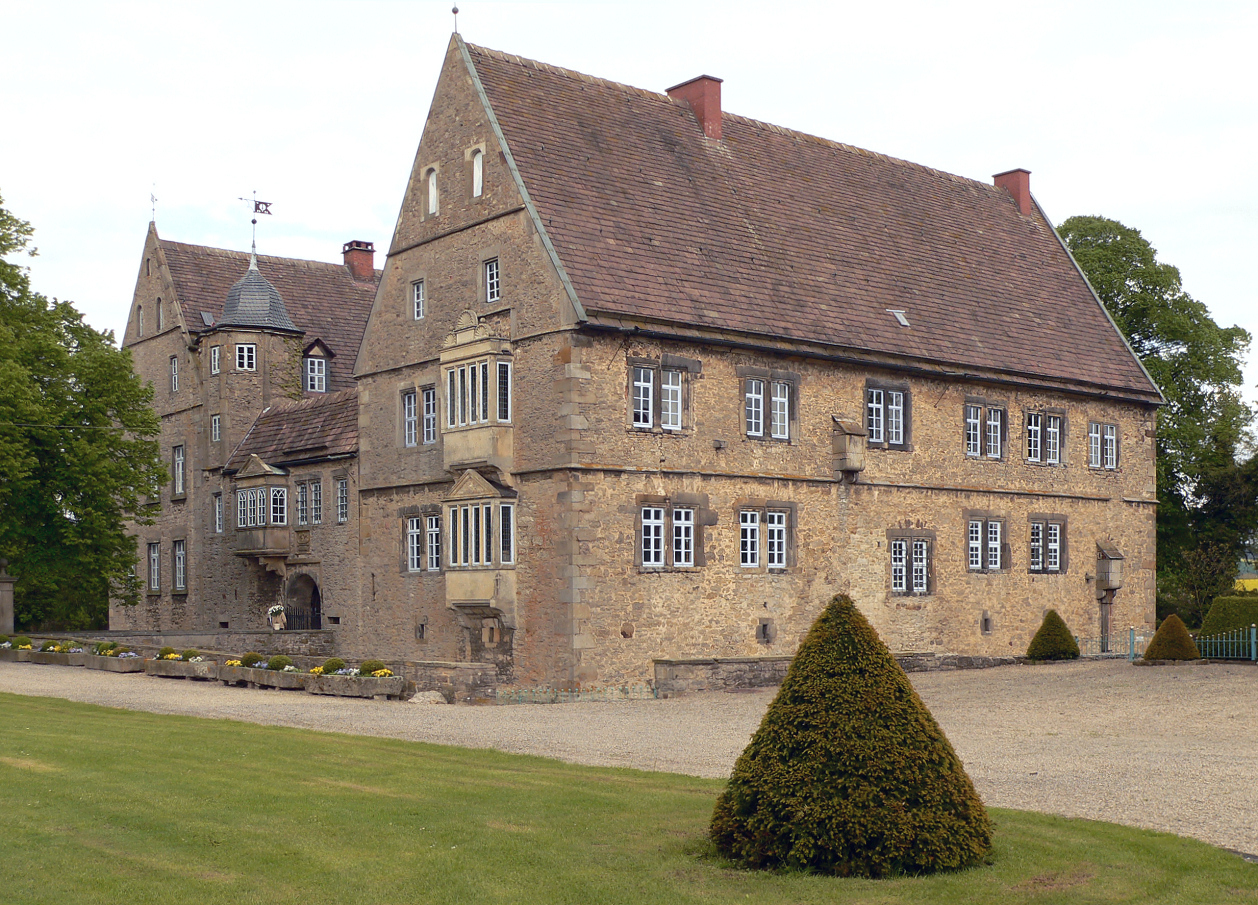
Wasserschloss Hülsede

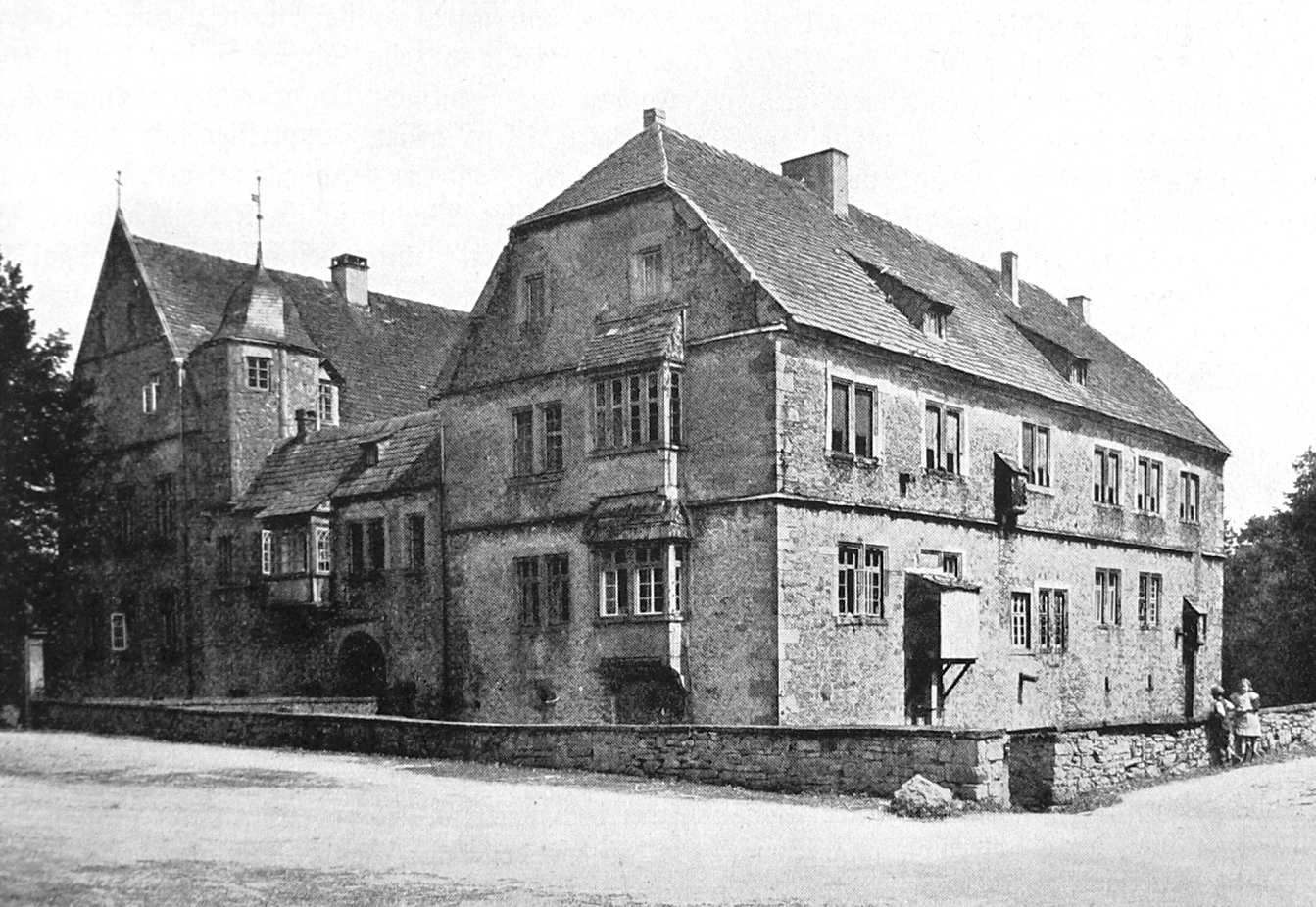
Ansicht um 1912

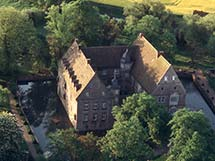
Luftbild Wasserschloss Hülsede

Das Wasserschloss Hülsede ist ein Wasserschloss im Stil der Weserrenaissance in Hülsede in Niedersachsen zwischen Süntel und Deister.

## Geschichte
1310 belehnte der Graf von Schaumburg die Herren von Rottorp mit dem „Bekehof“ in Hülsede, der der Grundstock des späteren Ritterguts war. Das Schloss als Vierflügelanlage wurde zwischen 1529 und 1548 erbaut durch (Clawes) Claus von Rottorp und bis 1600 weiter ausgebaut. Es wird aufgrund älterer Kellergewölbe angenommen, dass das Schloss einen älteren Vorgänger besaß, ohne dass Näheres zu ihm bekannt ist.
1550 wurde das Schloss durch Franz von Halle erstürmt, eine Rückeroberung gelang erst zwei Jahre später. 1584 erlosch das Geschlecht der von Rottorp im Mannesstamme. Der Schwiegersohn Ernst von Reden konnte sich gegen den Grafen von Schaumburg nicht durchsetzen. Daraufhin belehnten der Graf von Schaumburg und der Bischof von Minden Hermann von Mengersen (Drost in Rodenberg und Sachsenhagen, verheiratet mit Ilse von dem Born) mit dem Gut in Hülsede.
1908 wurde das Lehen freier Besitz der Mengersens. 1970 übernahm Monika Bronsart von Schellendorff, geb. von Mengersen, den Besitz. Ab 1979 wurde das Schloss restauriert.

## Baugeschichte
Über die Baugeschichte der mittelalterlichen Anlage existieren keinerlei Aufschlüsse. Der Bau des Schlosses erfolgte in mehreren, aufeinander folgenden Schritten. Zunächst wurde von 1517 bis 1529 das „Alte Wohnhaus“ im Nordosten errichtet. Die nächste Bauphase bildeten das gegenüber liegende, spätestens 1548 vollendete „Neue Wohnhaus“ sowie die Erdgeschosse des Torhauses und des Sommersaalgebäudes. Kurz danach dürfte die Befestigung angelegt worden sein. Zwischen 1563 und 1565 wurde der Verbindungsbau errichtet sowie das Sommersaalgebäude und das Torgebäude aufgestockt. Abschließend erfolgten 1589 der Bau des Treppenturms in der Südecke des Innenhofs und um 1600 die Errichtung der Galerie. Die heutigen Wirtschaftsgebäude wurden an Stelle der Vorburg in der ersten Hälfte des 19. Jahrhunderts. errichtet, nur die Scheune stammt noch aus dem 16./17. Jahrhundert. 1816 wurde die Zugbrücke durch eine steinerne Brücke ersetzt, außerdem verschwanden spätestens zu diesem Zeitpunkt die Befestigungsanlagen.

## Beschreibung
Das Wasserschloss besteht aus einer 35 × 32 m großen Dreiflügelanlage um einen rechteckigen Innenhof, die von einer 10–15 m breiten Gräfte umgeben ist. Die Nordwestseite wird durch ein schmales Torgebäude abgeschlossen. Eine Mauer umfasst die Hauptburg und die westlich angrenzenden Wirtschaftsgebäude der Vorburg. Ursprünglich war das Schloss von einem hohen Wall mit Eckrondellen und einem zweiten Außengraben befestigt. Das laut Inschrift 1529 errichtete „Alte Wohnhaus“ bildet zusammen mit einem Verbindungsbau den Nordostflügel des Schlosses. Die Kellergewölbe dürften noch von einem Vorgängerbau stammen. Das gegenüber liegende „Neue Wohnhaus“ stammt laut einer Kamininschrift aus dem Jahr 1548. An der Ecke zum Südostflügel – dem sog. Sommersaalgebäude – befindet sich ein Treppenturm. Der Verbindungsbau zwischen Südostflügel und „Altem Wohnhaus“ wurde später aufgestockt und mit einem offenen Verbindungsgang versehen. Im Sommersaalgebäude befindet sich als Rarität in solchen Schlössern ein Doppelbackofen. Die sparsame Ornamentik des Schlosses zeigt zum Teil noch spätgotische Anklänge und ist somit typisch für einen Bau der frühen Weserrenaissance.